# Mareca
Mareca je rod ptáků z čeledi kachnovití. Někdy bývá považován za podrod. Všichni ptáci, kteří se řadí do rodu Mareca, byli původně řazeni do rodu Anas, nicméně genetická studie z roku 2009 seznala, že rod Anas v tehdejším pojetí nebyl monofyletický. Na základě této studie byl rod Anas rozdělen do čtyř monofyletických rodů včetně rodu Mareca, do kterého bylo zařazeno 5 druhů kachen.
Rod Mareca vytyčil v roce 1824 anglický přírodovědec James Francis Stephens. Za typový druh určil hvízdáka eurasijského. Samotný název Mareca pochází z brazilské portugalštiny, ve které Marréco označuje malou kachnu. Fylogenetické vztahy v rámci rodu Mareca zachycuje následující kladogram:
|  | \| \| Hvízdák americký \| \| \| \| \| \| Hvízdák chilský \| \| \| \| |
|  |                                                                      |
|  | Hvízdák eurasijský                                                   |
|  |                                                                      |
|  | Hvízdák americký                                                     |
|  |                                                                      |
|  | Hvízdák chilský                                                      |
|  |                                                                      |

|  | Hvízdák americký |
|  |                  |
|  | Hvízdák chilský  |
|  |                  |

|  | Čírka srpoperá  |
|  |                 |
|  | Kopřivka obecná |
|  |                 |

|  | \| \| Hvízdák americký \| \| \| \| \| \| Hvízdák chilský \| \| \| \| |
|  |                                                                      |
|  | Hvízdák eurasijský                                                   |
|  |                                                                      |
|  | Hvízdák americký                                                     |
|  |                                                                      |
|  | Hvízdák chilský                                                      |
|  |                                                                      |

|  | Hvízdák americký |
|  |                  |
|  | Hvízdák chilský  |
|  |                  |

|  | Čírka srpoperá  |
|  |                 |
|  | Kopřivka obecná |
|  |                 |

## Seznam druhů
Do rodu Mareca se řadí následující kachny s těmito českými názvy:
| Obrázek | Vědecké jméno     | Běžné jméno        | Areál rozšíření                             |
| ------- | ----------------- | ------------------ | ------------------------------------------- |
|         | Mareca strepera   | Kopřivka obecná    | Evropa, Asie a střední část Severní Ameriky |
|         | Mareca falcata    | Čírka srpoperá     | Východní Asie                               |
|         | Mareca penelope   | Hvízdák eurasijský | Evropa a Asie                               |
|         | Mareca sibilatrix | Hvízdák chilský    | Jižní oblasti Jižní Ameriky                 |
|         | Mareca americana  | Hvízdák americký   | Severní Amerika                             |